# Kiwai du Sud
Le kiwai du Sud est une langue papoue parlée en Papouasie-Nouvelle-Guinée, dans la province ouest.

## Classification
Le kiwai du Sud est un des membres de la famille des langues kiwaianes, une des familles de langues papoues.

## Phonologie
Les  voyelles du kiwai du Sud sont :

### Voyelles
|         | Antérieure | Postérieure |
| ------- | ---------- | ----------- |
| Fermée  | i [i]      | u [u]       |
| Moyenne | e [e]      | o [o]       |
| Ouverte |            | ɑ [ɑ]       |

### Consonnes
Les consonnes du kiwai du Sud sont :
|              |              | Bilabiales | Alvéolaires | Vélaires | Glottales |
| ------------ | ------------ | ---------- | ----------- | -------- | --------- |
| Occlusives   | Sourde       | p [p]      | t [t]       | k [k]    | ʔ [ʔ]     |
| Occlusives   | Sonore       | b [b]      | d [d]       | g [g]    |           |
| Fricative    | Fricative    |            | s [s]       |          |           |
| Nasale       | Nasale       | m [m]      | n [n]       |          |           |
| Battue       | Battue       |            | ɾ [ɾ]       |          |           |
| Semi-voyelle | Semi-voyelle | w [w]      |             |          |           |

## Écriture
Le kiwai du Sud s'écrit avec l'alphabet latin
| Caractère     | Caractère | Caractère | Caractère | Caractère | Caractère | Caractère | Caractère | Caractère | Caractère | Caractère | Caractère | Caractère | Caractère | Caractère | Caractère | Caractère |
| ------------- | --------- | --------- | --------- | --------- | --------- | --------- | --------- | --------- | --------- | --------- | --------- | --------- | --------- | --------- | --------- | --------- |
| a             | b         | d         | e         | g         | i         | k         | m         | n         | o         | p         | r         | s         | t         | u         | w         | '         |
| Prononciation |           |           |           |           |           |           |           |           |           |           |           |           |           |           |           |           |
| ɑ             | b         | d         | e         | g         | i         | k         | m         | n         | o         | p         | ɾ         | s         | t         | u         | w         | ʔ         |

## Sources
- (en) Anonyme, s. d., Kiwai (Southern Kiwai) Organized Phonological Data, manuscrit, Ukarumpa, SIL International.